# Gorxheimertal
Gorxheimertal é um município da Alemanha, situado no distrito de Bergstrasse, no estado de Hesse. Tem 10,46 km² de área, e sua população em 2019 foi estimada em 4.110 habitantes.